# 黎子流
黎子流（1932年1月4日—2022年12月25日），男，广东顺德人，中华人民共和国政治人物，曾任广州市人民政府市長。

## 生平
黎子流生於廣東顺德龍江鎮的農民家庭，早年只在學校讀過兩年書。
1951年，被選派為順德縣大洲鄉土改隊員，任小組長。1953年加入中國共產黨。1966年至1969年文化大革命期間，被列為“三反分子”和“走資派”，接受了100多場批判，曾入獄兩年。
1974年，擔任中共順德縣委副書記、書記、中共佛山地委委員。任内推动顺德改革开放，提倡与香港进行交流，并允许在县内公开收看香港电视。1983年，調任中共江门市委书记。任内推動興建連接江門至中山的外海大橋，大大改善江門對外的交通；亦创办五邑大学，成为江门首所本科院校。1990年，被任命為广州市人民政府副市長、代市長，後正式当选为市長。任内提出广州建设“现代化国际大都市”的目标，推動興建連接廣州市區至白雲機場的道路及廣州地鐵等大型建設。
黎子流于1996年辞任所有公职，1997年正式退休，并在其家鄉廣東順德龍江鎮，創辦「新世紀農業園」，获香港地产商參與投資。黎子流喜爱粵劇，他退休后仍在大力推广粤剧文化。他主持組織“振興廣東省粵劇協會”，並出任會長，為粵劇文化組織基金和培訓人才。
2022年12月25日上午8时17分，黎子流突发心脏病在家中离世，享年91岁；其遗体于12月28日在广州火化。《星岛日报》报道称，黎子流及其夫人均于同月15日感染新冠病毒，其夫人在他火化之日离世。

## 評價
出身平民的黎子流作風親民，因此有“平民市長”之口碑。
黎子流曾自认文化水平低、未深入了解地方社会历史，“以我这样的文化水平和工作能力是不胜任的”。在他任内，广州经历地鐵工程、东濠涌高架桥、东风路扩建等多项大型建設，经济高速发展。惟当中牽涉多项旧城改造项目，老城區很多住區商圈被拆遷改造，部分人回遷和利益補償得不到合理的安排，也換來“黎拆樓”（即本人名字與粵語「來拆房」的諧音）的稱號；其中，中山五路等地段的拆遷改造工程，在今天仍有較大爭議。任期尾執行上級部署，实行「關、停、並、轉、破（解散企業）」、吸引外资等措施深化国有企业改革，亦被批评使市內國有、集體企業大幅度減員，造成大量市民失業。
黎子流十分重视与香港的关系。他在位时，曾表示广州的发展是全方位的，粤港澳在世界是受欢迎的，但是同香港关系更密切。
黎子流本人普通话水平不高，不过其在任時不遺餘力推普，曾獲國家語言文字工作委員會頒發推普獎章。
黎子流逝世后，官方媒体称他为“中国共产党的优秀党员，久经考验的共产主义战士”。

## 名言
- 知道群众思考、想什么、要求、反对什么，很重要、然后才制定决策。
- 得就得，唔得就返顺德（書面語：（这官）做得下去就做，做不下去就回顺德算了。）：此句是黎子流最初在广州工作期间，为解决广州市民用电荒的问题而立下的诺言。同时亦是他鼓励年轻人，若在外发展不顺利，就回去顺德发展[3][17][13]。

- 应做就去做，因为处在新、旧体制改革时间，当科学决定了的东西，要有一种百折不挠的精神，否则你会一事无成[3]。
- 干了不说，干完再说，多干少说。
- 岁月留不住，心境能少年。
- 人生自古谁无死，还有余热就发光。